# El método Osmin
El método Osmin fue un programa de televisión emitido los viernes grabado por Mariana Gómez Valencia, desde el 10 de enero de 2014 y hasta el 28 de febrero de 2014, por la cadena de televisión española Cuatro. Su finalidad era conseguir, en 30 días, mejorar el aspecto físico de varias personas mediante el entrenamiento físico radical. Para ello, el formato contó con el entrenador Osmin Hernández. Terminó su primera temporada en febrero de 2014, tras lo cual Mediaset España decidió no renovar el programa debido a sus malos datos de audiencia, que marcaron un mínimo de espectadores en su último programa.

## Primera temporada (2014)

### Participantes
A continuación se muestra una lista de los participantes:
| Concursantes        | Edad    | Ocupación                         | Aparición  |
| ------------------- | ------- | --------------------------------- | ---------- |
| Pamela Bernal       | 33 años | Ama de casa                       | Programa 1 |
| Sergio García       | 40 años | Militar                           | Programa 2 |
| Cristina Durán      | 27 años | Empresaria                        | Programa 3 |
| Marta Méndez        | 28 años | Recepcionista y bloguera          | Programa 4 |
| Luis Fernández      | 28 años | Dependiente                       | Programa 5 |
| Jonathan García     | 28 años | Encargado de tienda de decoración | Programa 5 |
| José Carlos Lorente | 30 años | Taxista                           | Programa 6 |
| Santiago Navarro    | 32 años | Barrendero                        | Programa 7 |
| David López         | 22 años | Opositor a Policía Nacional       | Programa 8 |

## Episodios y audiencias
| Temporada | Temporada | Episodios | Estreno             | Final                 | Audiencia    | Audiencia |
| Temporada | Temporada | Episodios | Estreno             | Final                 | Espectadores | Cuota     |
| --------- | --------- | --------- | ------------------- | --------------------- | ------------ | --------- |
|           | 1         | 8         | 10 de enero de 2014 | 28 de febrero de 2014 | 813 000      | 4,9%      |

### Primera temporada (2014)
| N.º | Protagonista    | Fecha de emisión      | Audiencia        |
| --- | --------------- | --------------------- | ---------------- |
| 1   | Pamela          | 10 de enero de 2014   | 1 215 000 (6,2%) |
| 2   | Sergio          | 17 de enero de 2014   | 928 000 (5,0%)   |
| 3   | Cristina        | 24 de enero de 2014   | 892 000 (4,9%)   |
| 4   | Marta           | 31 de enero de 2014   | 1 055 000 (5,8%) |
| 5   | Luis y Jonathan | 7 de febrero de 2014  | 775 000 (4,3%)   |
| 6   | Juan Carlos     | 14 de febrero de 2014 | 721 000 (4,0%)   |
| 7   | Santiago        | 21 de febrero de 2014 | 635 000 (4,5%)   |
| 8   | David           | 28 de febrero de 2014 | 281 000 (4,2%)   |